# Yunaspes
Yunaspes là một chi bọ cánh cứng trong họ Chrysomelidae.
Chi này được miêu tả khoa học năm 1976 bởi Chen.

## Các loài
Chi này gồm các loài:
- Yunaspes modogensis Jiang, 1988